# 1824년 멕시코 헌법

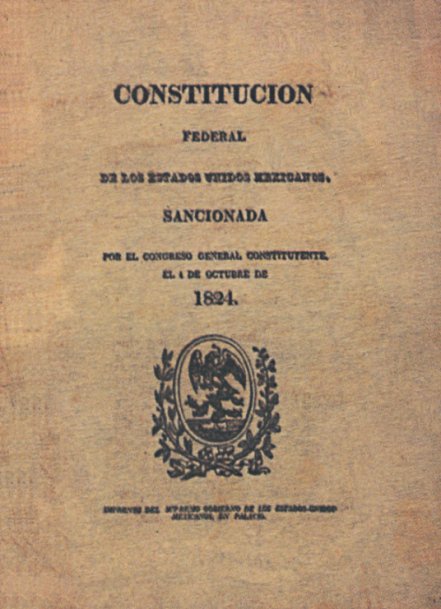
1824년 헌법 전면 표지

1824년 멕시코 연방 헌법(Constitución Federal de los Estados Unidos Mexicanos de 1824)은 멕시코 황제 아구스틴 데 이투르비데를 퇴위시킨 후 1824년 10월 4일에 제정되었다. 새 헌법에서는 공화국은 멕시코 연방이라는 이름을 가지며, 가톨릭을 유일한 국교로 하는 연방공화국이라고 정의가 되었다.

## 초안과 공표
아구스틴 데 이투르비데의 퇴위 후, 멕시코 황제는 폐지되고, 페드로 셀레스틴 네그레테, 니콜라스 브라보, 과달루페 빅토리아로 구성된 최고집행기구(Supreme Executive Power)가 설립되었다.

## 연방
헌법을 공표할 시점에서, 나라는 19개의 자유주와 3개의 준주로 구성되어 있었다. 같은 해 구조에서 두가지 변화가 있었으며, 결국 19개의 자유 주와 5개의 준주, 그리고 연방구로 나뉘었다.
|      | \| 순서 \| 이름 \| 연방가입일 \| 의회설치일 \| \| ---- \| -------------------- \| ---------- \| ---------- \| \| 1 \| 멕시코주 \| 20-12-1823 \| 02-03-1824 \| \| 2 \| 과나후아토주 \| 20-12-1823 \| 25-03-1825 \| \| 3 \| 오아하카주 \| 21-12-1823 \| 01-07-1823 \| \| 4 \| 푸에블라주 \| 21-12-1823 \| 19-03-1824 \| \| 5 \| 미초아칸주 \| 22-12-1823 \| 06-04-1824 \| \| 6 \| 산루이스포토시주 \| 22-12-1823 \| 21-04-1824 \| \| 7 \| 베라크루스주 \| 22-12-1823 \| 09-05-1824 \| \| 8 \| 유카탄주 \| 23-12-1823 \| 20-08-1823 \| \| 9 \| 할리스코주 \| 23-12-1823 \| 14-09-1823 \| \| 10 \| 사카테카스주 \| 23-12-1823 \| 19-10-1823 \| \| 11 \| 케레타로주 \| 23-12-1823 \| 17-02-1824 \| \| 12 \| 소노라이시날로아주 \| 10-01-1824 \| 12-09-1824 \| \| 13 \| 타바스코주 \| 07-02-1824 \| 03-05-1824 \| \| 14 \| 타마울리파스주 \| 07-02-1824 \| 07-05-1824 \| \| 15 \| 누에보레온주 \| 07-05-1824 \| 01-08-1824 \| \| 16 \| 코아우일라이테하스주 \| 07-05-1824 \| 15-08-1824 \| \| 17 \| 두랑고주 \| 22-05-1824 \| 08-09-1824 \| \| 18 \| 치와와주 \| 06-07-1824 \| 08-09-1824 \| \| 19 \| 치아파스주 \| 14-09-1824 \| 05-01-1825 \| |            |            |
| 순서 | 이름 | 연방가입일 | 의회설치일 |
| 1    | 멕시코주 | 20-12-1823 | 02-03-1824 |
| 2    | 과나후아토주 | 20-12-1823 | 25-03-1825 |
| 3    | 오아하카주 | 21-12-1823 | 01-07-1823 |
| 4    | 푸에블라주 | 21-12-1823 | 19-03-1824 |
| 5    | 미초아칸주 | 22-12-1823 | 06-04-1824 |
| 6    | 산루이스포토시주 | 22-12-1823 | 21-04-1824 |
| 7    | 베라크루스주 | 22-12-1823 | 09-05-1824 |
| 8    | 유카탄주 | 23-12-1823 | 20-08-1823 |
| 9    | 할리스코주 | 23-12-1823 | 14-09-1823 |
| 10   | 사카테카스주 | 23-12-1823 | 19-10-1823 |
| 11   | 케레타로주 | 23-12-1823 | 17-02-1824 |
| 12   | 소노라이시날로아주 | 10-01-1824 | 12-09-1824 |
| 13   | 타바스코주 | 07-02-1824 | 03-05-1824 |
| 14   | 타마울리파스주 | 07-02-1824 | 07-05-1824 |
| 15   | 누에보레온주 | 07-05-1824 | 01-08-1824 |
| 16   | 코아우일라이테하스주 | 07-05-1824 | 15-08-1824 |
| 17   | 두랑고주 | 22-05-1824 | 08-09-1824 |
| 18   | 치와와주 | 06-07-1824 | 08-09-1824 |
| 19   | 치아파스주 | 14-09-1824 | 05-01-1825 |

- 다섯 개의 연방 준주는 : 알타칼리포르니아주, 바하칼리포르니아주, 콜리마주, 틀락스칼라주, 그리고 산타페데누에보멕시코주.
- 연방지구는 시티 오브 멕시코 근처에 1824년 11월 18일 설립되었다.

## 같이 보기
- 텍사스 혁명
- 멕시코-미국 전쟁
- 유카탄 공화국